# 定期票
定期票是以特定时间单位，提前支付票款的支付凭证。常見的月票、季票等。对于需要在特定時間内支付某项固定票款的人，可以通过一次性提前支付全期的款项，从而获得定期票。通常，定期票是为了简化服务提供者的售票过程以及使用者的购票过程而推出的。同时，为了对固定用户产生更大吸引力，定期票的价格会低于按照常规购票方式支付全期票款的总价格。例如，若一家公园的普通门票为5元，按照每个月30天计算，支付全月的票款需要150元，而购买月票的价格可能仅为50元。

## 形式
定期票的形式可能是纸券、纸卡、塑料卡、或者金属卡。有些定期票上需要记载购票者的个人信息，并且可以在卡片中加入供读卡设备识别的电路。月票也可以以虚拟形式存在，例如为购票者分配一个服务号码。

## 使用范围
经常见到月票的服务领域是公共交通、公园、健身场所、互联网网站。

### 公共交通月票
世界上许多城市的公共交通系统都为乘客提供月票（以及周票、季票、年票）。公交系统的月票可以分为许多种类，以供不同年龄的乘客在城市的不同区域或者不同类型的公交车上使用。

#### 北京
北京在2007年以前有公交月票出售，按照持票人的身份，分为成人月票和学生月票。按照月票的使用范围，分为市区月票、郊区月票、地铁月票、公交地铁联合月票。

#### 香港
在香港，前九廣鐵路引進名為西鐵全月通及東鐵全月通（含馬鐵全月通）的虛擬月票。該兩種車票均儲存在八達通內，付款後使用已儲存全月通的車票乘搭有關交通工具時不用再行扣費。兩鐵合併後，港鐵仍保留這種車票，唯分別改稱屯門－南昌全月通加強版及上水／烏溪沙－尖東全月通加強版；另外，港鐵於2009年先後推出屯門－紅磡全月通加強版、東涌－香港全月通加強版及東涌－南昌全月通加強版，以上5款月票在乘搭指定路綫以外的車程，亦可享有75折優惠。港鐵另有為香港迪士尼樂園全職員工，推出透過個人八達通而使用的迪士尼綫月票優惠月票。
在2017年，九巴因延長專營權10年，在翌年3月推出虛擬月票，儲存在八達通內，付款後使用已儲存月票的八達通乘搭九巴時每日首10次不用再行扣費。

#### 伦敦
伦敦的月票是一种虚拟月票。该月票记录在一种称为Oyster卡的电子钱包智能卡中。持卡人可以在任何时间付款购买有效期为30天的月票。

#### 台灣
早期台鐵和許多汽車客運公司皆有發行供學生上下學來往學校的通勤月票，現在隨著電子票證的興起，以實名制發行的「學生優惠票」取代傳統的紙本打孔式月票。
2018年4月16日，臺北市政府與新北市政府共同推出1280定期票，以悠遊卡作設定，可於30天內使用已設定月票的悠遊卡不限次乘搭雙北的公車及捷運。
2023年7月1日，交通部聯合20個縣市政府推出TPASS通勤月票，將通勤月票的使用範圍擴大至臺灣西部3大生活圈，雙北的1280定期票則同時退場。

### 公园月票
游客可以购买专门用于某个公园的月票，也可以购买在某个城市、地区、乃至整个国家有效的，面向某一类公园的通用月票。专门用于某个公园的月票大多是面向该公园附近的固定居民销售的，以节省这类游客每天进入公园的购票过程。而面向某一类公园的通用月票则更多的是为旅游者设计的。旅游部门可以通过销售月票吸引购票人前往更多的景点游览，以此提升相关的旅游收入。

### 健身场所月票
喜好健身的人通常需要在一定时期内持续前往健身场所进行锻炼，健身场所月票就是为了方便这类顾客而产生的。

### 互联网网站月票
这类月票往往有其他形式的称呼，例如“会员制包月”，但其实质上仍是月票的一种。提供收费性服务的网站通过向用户预收一定的费用，为用户提供为期一个月的服务。例如视频下载、租用服务器空间、网络游戏等。这种服务可能是限制使用次数的，也可能是不限制使用次数的。

### 游泳池月票
一般是在指定時間內無限次使用指定游泳池，如香港公眾游泳池月票計劃。

## 月票与其他支付方式的结合
随着支付方式的电子化，月票可以和其他电子支付方式结合在一起。例如，在带有小额支付功能的电子钱包中集成月票的功能，可以让使用者通过一张卡实现电子支付、乘车、出入旅游景点、缴纳市政费用等功能。目前中国北京的北京市政交通一卡通、苏州的苏州通、成都的天府通和英国伦敦的生蚝卡都已经具备或部分具备此类功能。

## 遊戲季票
- 遊戲季票（season pass），是遊戲廠商發明的商業模式，一次購買遊戲所有的DLC、擴充包，比較優惠的價格但是是在廠商“還未推出”之前就收費。